# Spencer (Iowa)
Pour les articles homonymes, voir Spencer.
Spencer est une ville du comté de Clay, situé en Iowa, aux États-Unis. Sa population était de 11 233 habitants en 201. C'est aussi le siège du comté, située au confluent des rivières Little Sioux et Ocheyedan.
Spencer a été gradée comme le dixième meilleur endroit où vivre aux États-Unis par Relocate-America.com's "America's Top 100 Places to Live for 2007."

## Démographie
Selon le recensement de 2000, il y avait 11 317 personnes, 4842 ménages et 3011 familles vivant à Spencer. La densité de population était de 431,8/km². La composition ethnique de la ville était composée de 97,57 % de blancs, 0,14 % de noirs, et les autres étaient d'autres ethnies.

## Économie
Spencer comptait en 2009 la plus grande usine de poules pondeuses des États-Unis, appartenant à la sociéte Hy-Line International. Le site est tristement célèbre pour le massacre des poussins mâles dans des conditions atroces. Chaque jour, 150 000 poussins y sont hachés vivants (30 millions par an),